# Lagoa (freguesia)
Lagoa is een plaats (freguesia) in de Portugese gemeente Lagoa en telt 6059 inwoners (2001).